# An Hòa, Đồng Tháp
An Hòa là một xã thuộc tỉnh Đồng Tháp, Việt Nam.

## Địa lý
Xã An Hòa có vị trí địa lý:
- Phía đông giáp xã Tam Nông.
- Phía tây giáp xã Tân Long và Long Phú Thuận, ranh giới là sông Tiền.
- Phía nam giáp xã An Long và Phú Thọ.
- Phía bắc giáp phường An Bình và xã An Phước.

Xã có diện tích 77,89 km², dân số năm 2025 là 19.033 người, mật độ dân số đạt 244 người/km²
Xã An Hòa có kênh Kháng chiến chạy theo hướng Bắc - Nam và kênh Trung tâm chạy theo hướng Đông - Tây.

## Hành chính
Xã An Hoà được chia thành 3 ấp: I, II, III.
Khu dân cư ấp I.
| STT | Tên ấp | Mã bưu chính |
| --- | ------ | ------------ |
| 1   | I      | 871802       |
| 2   | II     | 871803       |
| 3   | III    | 871804       |

## Lịch sử
Ngày 19 tháng 02 năm 1983, xã An Long thuộc huyện Tam Nông được chia tách thành ba xã là xã An Long, xã An Hòa và xã Phú Ninh.
Ngày 23 tháng 02 năm 1983, huyện Tam Nông được chia tách thành hai huyện là Tam Nông (mới) và Thanh Bình, xã An Hòa thuộc huyện Tam Nông.
Ngày 16 tháng 6 năm 2025, Ủy ban Thường vụ Quốc hội ban hành Nghị quyết số 1663/NQ-UBTVQH15 về việc sắp xếp các đơn vị hành chính cấp xã của tỉnh Đồng Tháp năm 2025. Theo đó, sắp xếp toàn bộ diện tích tự nhiên, quy mô dân số của xã Phú Thành B và An Hòa thành xã mới có tên gọi là xã An Hòa.
Sau khi sáp nhập, xã An Hòa có 77,89 km² diện tích tự nhiên và dân số 19.033 người.